# 姚嘉文
姚嘉文（1938年6月15日—），臺灣彰化縣和美鎮人，國立臺灣大學法律學系畢業，臺大法研所碩士，加州柏克萊大學研究，韓京大學名譽法學博士。曾為執業律師，1979年美麗島事件入獄，獄中完成長篇歷史小說《台灣七色記》，出獄後歷任民主進步黨主席、中常委，亦曾任《美麗島》雜誌社發行人、彰化縣政府顧問、立法委員、考試院院長、總統府資政。

## 生平
1938年6月15日出生於日治臺灣時期臺中州彰化郡和美庄，是家中長子。
1945年進入和美鎮培英國小就讀。1951年就讀彰化商職初、高中部。
1957年以第一名通過臺灣省公務人員普通統計人員考試，擔任電信局業務員。1962年進入國立臺灣大學法律系就讀，並於1966年考取同校法律研究所，後取得律師資格。1972年至美國加州大學柏克萊分校，主要研究「法律扶助」。
姚嘉文在1973年與林義雄、張德銘一起開辦「平民法律服務中心」，並擔任「比較法學會」總幹事，促成司法改革，推動法治。1975年與林義雄為郭雨新打官司，獲「黨外大護法」的稱號。1978年出版「護法與變法」，推動國會全面改選，同時參加國大代表選舉，但此項選舉因中美斷交的關係停辦。1979年因美麗島事件被捕，判刑12年。1984年在監獄中展開絕食行動，於1987年獲假釋出獄，2019年撤銷有罪判決，出版長篇歷史小說「臺灣七色記」。
1987年12月20日，姚嘉文當選民進黨第二屆黨主席，任內通過「臺灣主權獨立案」。並在1989年提出臺灣新憲法架構，其後夫人周清玉當選彰化縣長，其任彰化縣政府顧問。1992年姚嘉文加入謝長廷籌組的「福利國連線」，同年當選第二屆立法委員。1995年出版《南海十國春秋》，提出對南海局勢及臺海局勢的具體看法。2000年擔任總統府資政，2002年擔任考試院院長。2016年再獲聘為總統府資政。

## 榮譽

### 中華民國勳章獎章
- 一等卿云勋章（2008年5月12日于中華民國總統府颁授[3]）

## 家庭
姚嘉文的妻子周清玉為前任彰化縣縣長、立法委員、國策顧問。女兒姚雨靜長期在社會福利單位任職，曾擔任樂山教養院院長，2014年12月25日出任高雄市政府社會局局長。

## 著作

### 法政類
- 姚嘉文，《票據法論》，台北：姚嘉文律師事務所，1974年。
- 姚嘉文，《票據法專題研究》，台北：姚嘉文，1976年。
- 姚嘉文、林義雄著，《虎落平陽：選戰！官司！郭雨新》，台北：姚嘉文、林義雄，1977年。
- 姚嘉文、林義雄著，《古坑夜談：雨傘下的選舉》，台北：姚嘉文、林義雄，1978年。
- 姚嘉文，《護法與變法》，台北：姚嘉文，1978年。
- 姚嘉文，《愛情與法律》，台北：金陵圖書，1979年。
- 姚嘉文、陳菊編註《黨外文選》，台北：姚嘉文律師事務所，1979年。
- 姚嘉文，《民主．自決．救臺灣》，臺北：生活文化，1988年。
- 姚嘉文，《台海一九九九》，台北：自立晚報社，1992年。
- 姚嘉文，《台灣辯護人》，台北：前衛出版社，1992年。
- 姚嘉文，《景美大審判：美麗島軍法審判寫真》，彰化市：姚嘉文辦公室，2000年。
- 姚嘉文，《台灣建國論》，台北：前衛出版社，2000年。
- 姚嘉文，《舊金山合約：台灣的釋放令》，彰化市：關懷文教基金會，2001年。
- 姚嘉文，《南海十國春秋》，彰化市：姚嘉文，2004年。
- 姚嘉文、張俊宏，《黑牢宣言》，彰化市：關懷文教基金會，2004年。
- 姚嘉文，《制憲遙遠路：台灣的制憲與建國》，彰化市：關懷文教基金會，2003年。
- 姚嘉文，《憲改大辯論：台灣制憲運動手冊》，台北：台灣制憲運動委員會，2004年。
- 姚嘉文，《現代三國演義》，彰化市：關懷文教基金會，2007年。
- 姚嘉文，《制憲之路》，台北：守護台灣大聯盟，2007年。
- 姚嘉文，《風吹美麗島》，台北：前衛出版社，2008年。

### 歷史類
- 姚嘉文，《我們的臺灣》，台北：正中書局，2003年。
- 姚嘉文，《十句話影響台灣》，台北：正中書局，2003年。
- 姚嘉文，《姚嘉文追夢記》：台北：前衛出版社，2019年。[6]

### 文學類
姚嘉文的創作文類以小說為主，代表作《臺灣七色記》為長篇歷史小說，長達三百萬字，共計7部14冊，外加《前記》共15冊，跨越西元383年到1984年，以臺灣先民跨越黑水溝來臺為背景，講述對抗強權、追求民主獨立的故事。臺灣文學網 （页面存档备份，存于）
2009年，以《台灣七色記》榮獲第32屆吳三連文學獎。此外，另著有法政、歷史、文學著作二十餘部。
- 姚嘉文，《臺灣七色記》，台北：自立晚報社，1987年。
  - 《臺灣七色記前記》
  - 《白版戶》
  - 《黑水溝》
  - 《洪豆劫》
  - 《黃虎印》
  - 《藍海夢》
  - 《青山路》
  - 《紫帽寺》
- 姚嘉文，《臺灣條約記》，台北：多晶藝術科技有限公司，2005年。
- 姚嘉文，《霧社人止關》，台北：草根出版社，2006年。
- 姚嘉文原著、施如芳編劇，《黃虎印：歌仔戲新編劇本》，台北：玉山社出版，2006年。
- 姚嘉文，《九號任務：美麗島時代女特務》，台北：草根出版社，2008年。
- 姚嘉文，《新臺灣啟示錄》，台北：鴻儒堂出版社，2015年。